# Korea (Sobienie Szlacheckie)
Korea – część wsi Sobienie Szlacheckie w Polsce, położona w województwie mazowieckim, w powiecie otwockim, w gminie Sobienie-Jeziory.
W latach 1975–1998 Korea administracyjnie należała do województwa siedleckiego.